# Automator
Automator — програма для автоматизованого виконання рутинних операцій. Виробник — Apple. Входить до набору стандартних програм для Mac OS X починаючи з версії 10.4 (Tiger). Automator виник як проста у користуванні утиліта аналог AppleScript. Програма має зручний інтерфейс користувача та plug-in архітектуру, що дозволяє стороннім виробникам програмного забезпечення використовувати її для автоматизації роботи з програмним забезпеченням їх виробництва.